# Egidio Guarnacci
Egidio Guarnacci, all'anagrafe Dino Biagio Guarnacci (Roma, 3 febbraio 1934) è un ex calciatore italiano, di ruolo centrocampista.

## Carriera
Fu portato alla Roma da Guido Masetti, chiamato ad arbitrare una partita tra ragazzi, nel 1950. Cresciuto nelle giovanili, arriva alla Serie A, dove esordì l'8 maggio 1955, giocando contro i friulani; la partita si concluse con il risultato di 0-0. Giocò alla Roma per nove stagioni collezionando 124 gare e 5 reti. Molti lo paragonarono ad Attilio Ferraris IV, un accostamento che lo stesso Ciotti definì calzante, anche se nella vita privata appariva tutt'altra persona rispetto al “Leone di Highbury”, riservato e contegnoso com'era. Sempre Ciotti lo definì un “centrocampista di statura internazionale”. Subì alcuni gravi infortuni che ne condizionarono la carriera, uno dei quali, durante Roma Sampdoria del 1961, interessò tutti e sei i componenti del ginocchio pur senza romperne nessuno. Poi l'operazione al menisco e il lento ristabilimento.
Nella stagione 1955-1956 giocò in prestito in Serie C nel Colleferro. Tornato alla Roma fu capitano nella stagione 1958-1959. Nella stagione 1960-1961 vinse con la Roma la Coppa delle Fiere.
Nel 1959 esordì in Nazionale contro la Cecoslovacchia.
Giocò nella Fiorentina dal 1963 al 1966 e nella stagione 1965-66 vinse una Coppa Italia e una Mitropa Cup, dopo aver perso la finale di questo torneo nel 1965.

## Statistiche

### Cronologia presenze e reti in nazionale
| Cronologia completa delle presenze e delle reti in nazionale ― Italia | Cronologia completa delle presenze e delle reti in nazionale ― Italia | Cronologia completa delle presenze e delle reti in nazionale ― Italia | Cronologia completa delle presenze e delle reti in nazionale ― Italia | Cronologia completa delle presenze e delle reti in nazionale ― Italia | Cronologia completa delle presenze e delle reti in nazionale ― Italia | Cronologia completa delle presenze e delle reti in nazionale ― Italia | Cronologia completa delle presenze e delle reti in nazionale ― Italia |
| Data                                                                  | Città                                                                 | In casa                                                               | Risultato                                                             | Ospiti                                                                | Competizione                                                          | Reti                                                                  | Note                                                                  |
| --------------------------------------------------------------------- | --------------------------------------------------------------------- | --------------------------------------------------------------------- | --------------------------------------------------------------------- | --------------------------------------------------------------------- | --------------------------------------------------------------------- | --------------------------------------------------------------------- | --------------------------------------------------------------------- |
| 1-11-1959                                                             | Praga                                                                 | Cecoslovacchia                                                        | 2 – 1                                                                 | Italia                                                                | Coppa Internazionale                                                  | -                                                                     |                                                                       |
| 6-1-1960                                                              | Napoli                                                                | Italia                                                                | 3 – 0                                                                 | Svizzera                                                              | Coppa Internazionale                                                  | -                                                                     |                                                                       |
| 10-12-1960                                                            | Napoli                                                                | Italia                                                                | 1 – 2                                                                 | Austria                                                               | Amichevole                                                            | -                                                                     |                                                                       |
| Totale                                                                |                                                                       | Presenze                                                              | 3                                                                     |                                                                       | Reti                                                                  | 0                                                                     |                                                                       |

## Palmarès

### Club

#### Competizioni nazionali
- Coppa Italia: 1

Fiorentina: 1965-1966

#### Competizioni internazionali
- Coppa delle Fiere: 1

Roma: 1960-61
- Coppa Mitropa: 1

Fiorentina: 1966